# Teeter Slaughter
Albums de Buckethead
The Spirit Winds
(2013) Thaw
(2013)
Teeter Slaughter est le 49e album de Buckethead et le 19e volume de la série « Buckethead Pikes ». Il fut annoncé le 2 juillet 2013 en même temps que deux autres Pike, les 18e et 20e volumes, en version limitée (300 exemplaires) consistant d'un album à pochette vierge dédicacée par Buckethead pour une sortie le 30 juillet. Cependant, certains délais ont poussé sa sortie au 5 août 2013.
Le 25 janvier 2014, une version numérique est mise à disposition et possède maintenant une pochette, des titres de piste et un titre d'album.
Une version standard a été annoncée, mais n'est toujours pas disponible.
La structure de l'album ressemble à celles de Balloon Cement et Underground Chamber, car l'album est constitué que d'une seule et même piste découpée en plusieurs « parties ».

## Liste des titres
| 1.    | Teeter Slaughter Part 1  | 1:54 |
| 2.    | Teeter Slaughter Part 2  | 2:52 |
| 3.    | Teeter Slaughter Part 3  | 3:25 |
| 4.    | Teeter Slaughter Part 4  | 2:46 |
| 5.    | Teeter Slaughter Part 5  | 2:38 |
| 6.    | Teeter Slaughter Part 6  | 4:45 |
| 7.    | Teeter Slaughter Part 7  | 3:48 |
| 8.    | Teeter Slaughter Part 8  | 2:20 |
| 9.    | Teeter Slaughter Part 9  | 3:10 |
| 10.   | Teeter Slaughter Part 10 | 2:12 |
| 11.   | Teeter Slaughter Part 11 | 1:49 |
| 31:39 |                          |      |